# Сада (приток Лекмы)
Сада́ (удм. Сат шур) — река в Кировской области и Удмуртии. Устье реки находится в 24 км по левому берегу Лекмы. Длина реки составляет 36 км, водосборная площадь — 254 км².
Река берёт начало на Красногорской возвышенности, в Фалёнском районе Кировской области в 10 км к востоку от села Белая. Протекает на север и северо-восток, вскоре после истока заходит на территорию Удмуртии. Ширина достигает 12 м в низовьях, глубина — 50 см. Имеет несколько мелких притоков, например, Юрка и Тымпалка (оба — левые). На реке расположены села и деревни Никольское, Юр, Тымпал, Тупалуд (все — Муниципальное образование «Уканское»). Впадает в Лекму в 5 км к северо-западу от села Укан.